# 光の泉
光の泉（ひかりのいずみ）は、かつて生長の家で発行されていた月刊誌。発行部数は39万部。四つある普及紙の一つ。日本教文社が刊行、世界聖典普及協会が頒布を担当していた。

## 概要
題目は「中・高年男性のためのヒューマン・ドキュメント・マガジン」。漫画には産経新聞の四コマ漫画を担当する西村宗が「いずみクン」を担当していた。25歳以上の男女向け新月刊誌（普及誌）「いのちの環」の創刊に伴い、2010年3月号を最後に休刊した。